# Millanes
Millanes (extremadurai nyelven Millanis-dela-Mata) település Spanyolországban, Cáceres tartományban. Millanes Navalmoral de la Mata, Peraleda de la Mata, Valdehúncar, Belvís de Monroy és Saucedilla községekkel határos. Lakosainak száma 223 fő (2024).

## Népesség
A település népessége az elmúlt években az alábbi módon változott:
| Lakosok száma | 208  | 192  | 246  | 257  | 269  | 255  | 238  | 248  | 255  | 223  |
|               | 2001 | 2004 | 2006 | 2009 | 2011 | 2014 | 2016 | 2019 | 2021 | 2024 |